# Viticulture au Brésil

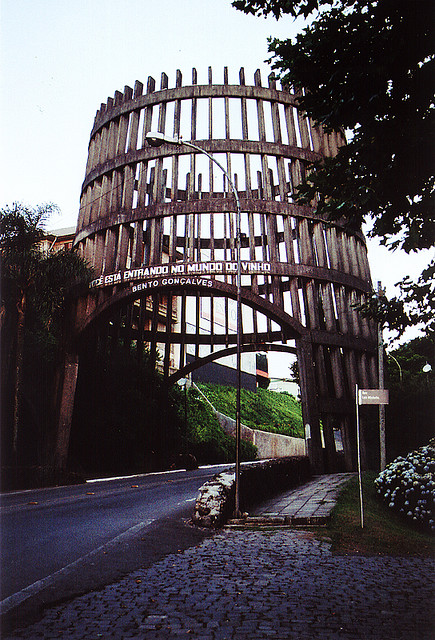
Bento Gonçalves, Vous entrez ici dans le monde du vin

La viticulture au Brésil a été introduite au XVIIe siècle avec l'arrivée des colons européens, portugais, italiens et allemands.

## Historique
L'introduction à des fins viticoles de cépages européens au Brésil s'est faite au cours des siècles avec plus ou moins de réussite. Les premières vignes furent importées au Brésil par les Portugais en 1532 et plantées dans l'État de São Paulo. La fondation de missions catholiques par les jésuites, qui avaient apportés des vignes espagnoles, commença en 1626 dans le Rio Grande do Sul. La viticulture fut abandonnée après la destruction des missions dans le sud du pays. Au cours du XVIIIe siècle, des colons des Açores tentèrent d'introduire des boutures de vignes de Madère et des Açores, mais sans grand succès, l'humidité et la chaleur ayant vite eu raison des vignes. 
C'est une vigne américaine qui, la première, s'est laissé acclimater. Un cultivar de Vitis labrusca , l'isabelle fut planté en 1840 dans les régions côtières du sud de l'État du Rio Grande do Sul et est devenu le socle de la viticulture commerciale pauliste et rio-grandine. Au début du XXe siècle, la viticulture pauliste a progressivement remplacé l'isabelle par du niagara et de l'hybride seibel 2.
Tandis qu'au Rio Grande do Sul, la vague d'immigration italienne  des années 1870 dans la Serra Gaúcha a permis à la viticulture de s'installer durablement. Les cépages majoritaires restaient l'isabelle et le concord, tous deux des Vitis labrusca. Des Vitis vinifera furent importées : bonarda, muscat, barbera, verdicchio, ugni blanc et tannat.

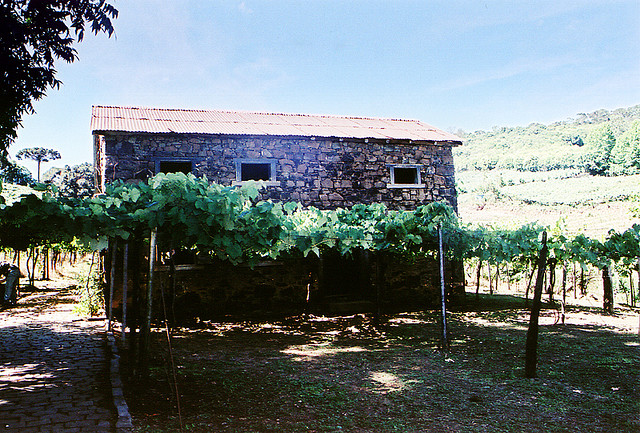
La maison et la cave Strapazzon, fondées en 1880
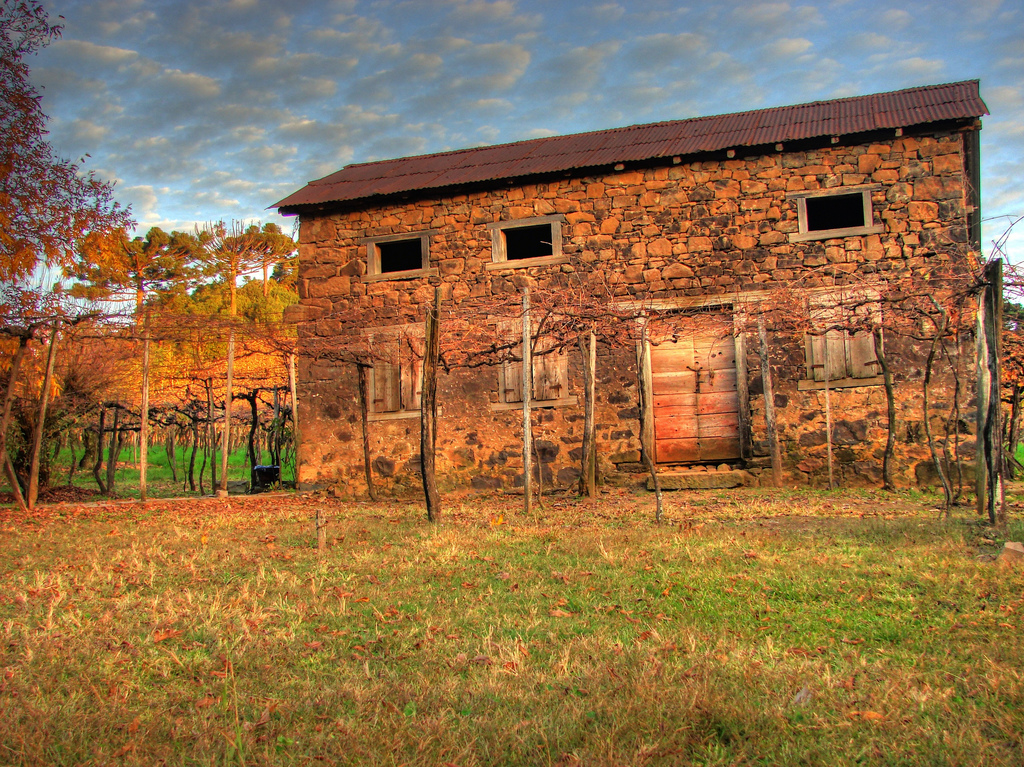
La casa Strapazzon qui servit de décor au film O Quatrilho
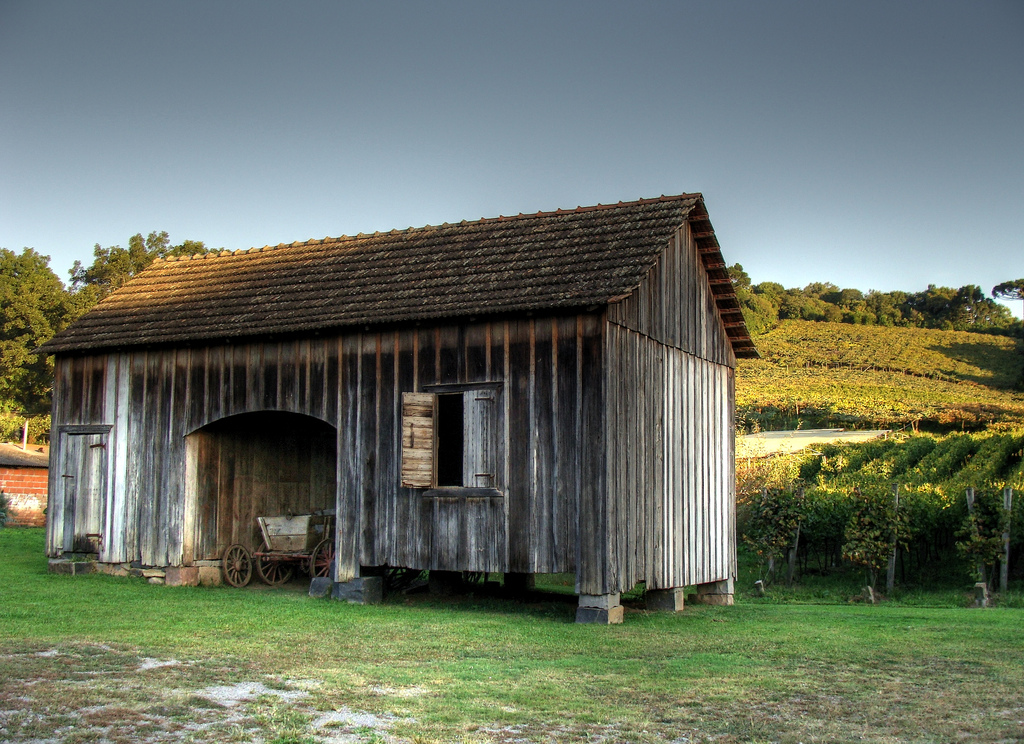
Entrepôt vinicole de la casa Strapazzon, 1880

La production de vin de qualité n'a commencé que dans les années 1970, lorsque plusieurs entreprises vinicoles européennes ont apporté un savoir-faire et des équipements modernes de vinification.

## Géographie

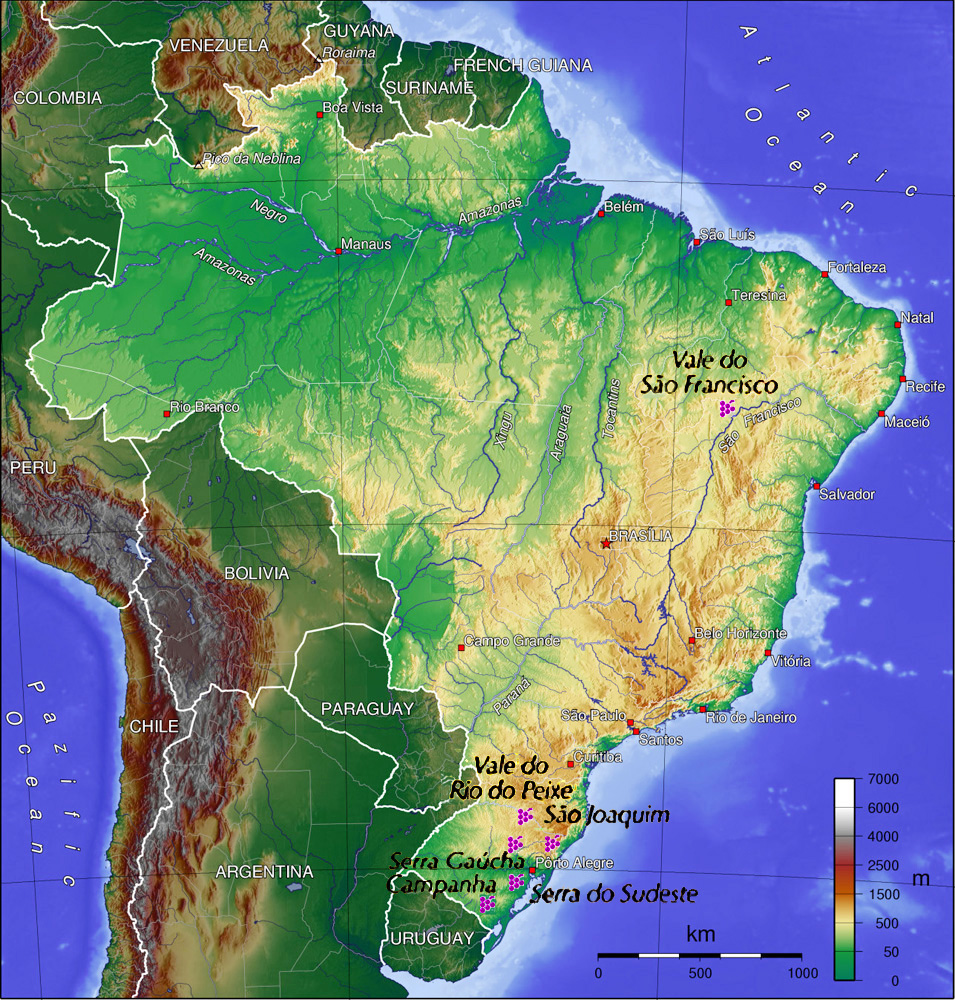
Emplacement des six grands centres de production vinicoles du Brésil

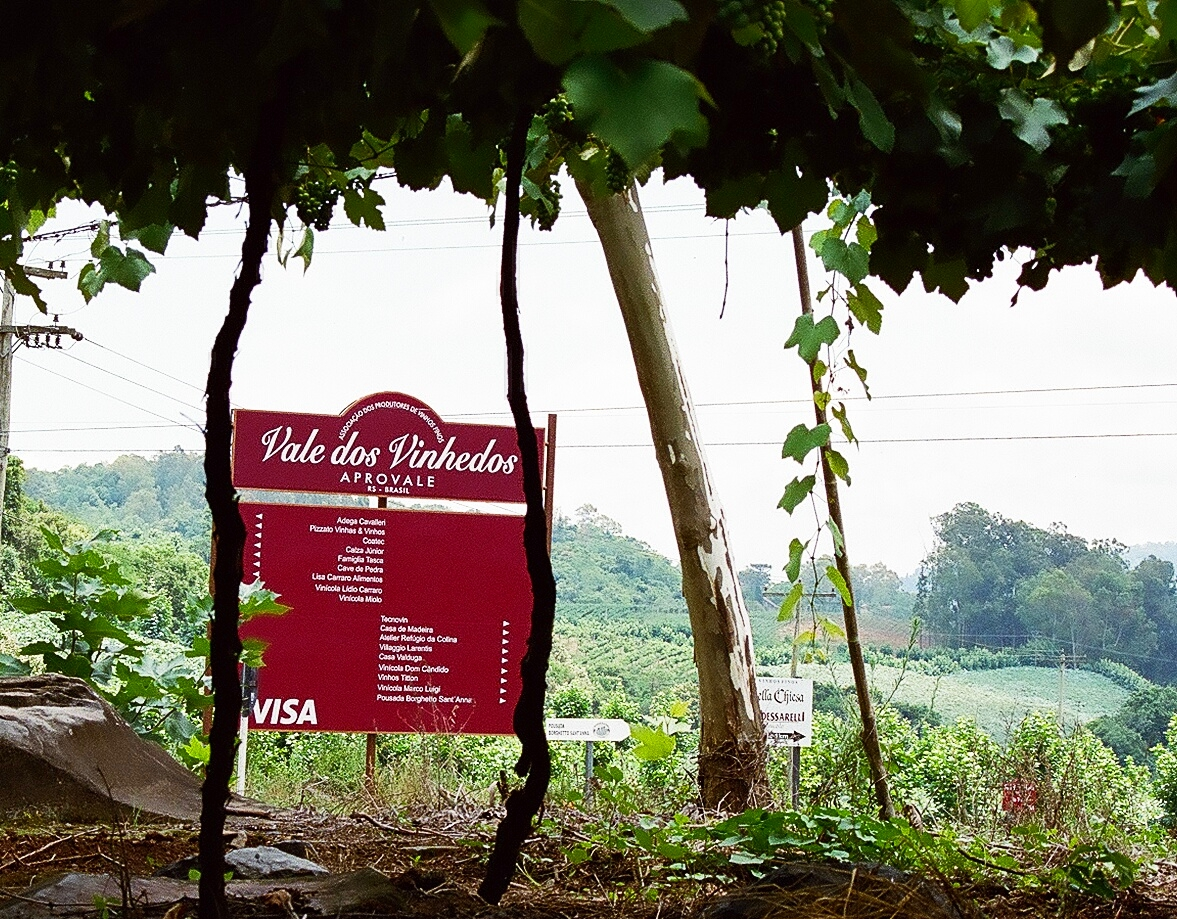
Vale dos Vinhedos, dans la Serra Gaúcha, Rio Grande do Sul

La principale région de production, avec environ 54 % de la surface est la Vale dos Vinhedos,  dans la Serra Gaúcha au sud du pays. C'est une région qui occupe une superficie de 82 kilomètres carrés dans la partie montagneuse du Rio Grande do Sul, à 130 kilomètres de Porto Alegre, la capitale de l'État. Elle comprend une partie des villes de Bento Gonçalves, Garibaldi et Monte Belo do Sul. Ses vins sont les seuls du Brésil à avoir une indication d'origine, elle est garantie par l'APROVALE. Les autres zones de viticulture sont la région de Campanha à la frontière avec l'Uruguay, la Serra do Sudeste, et certaines zones dans les États de Santa Catarina et São Paulo (plus de 20 % de la superficie).
La plus récente région viticole se trouve dans la vallée du Rio São Francisco, tout près de l'équateur. La vigne y a été implantée depuis 2003. Les difficultés dues au climat sec et chaud ont pu être résolues. Ce vignoble est vendangé deux fois par an. C'est l'un des plus proches de l'équateur. 

### Géologie et orographie
Les vignes sont plantées sur des collines (jusqu'à 600 mètres d'altitude), où les conditions déjà rappellent parfois la culture du vin dans des altitudes montagneuses. Les sols sont un substrat de roche basaltique et de calcaire.

### Climat
Le du Brésil, avec en son centre São Joaquim est considérée comme la région la plus froide du pays, avec une température moyenne annuelle de 13 °C. Pendant les mois d'hiver, la neige tombe fréquemment. La température la plus basse enregistrée à São Joaquim fut de −10 °C. Cependant, la température la plus basse relevée au Brésil fut enregistrée au sommet du Morro da Igreja, sur le territoire de la municipalité voisine d'Urubici, avec -17,8 °C le 29 juin 1996, selon des sources non officielles.

## Encépagement

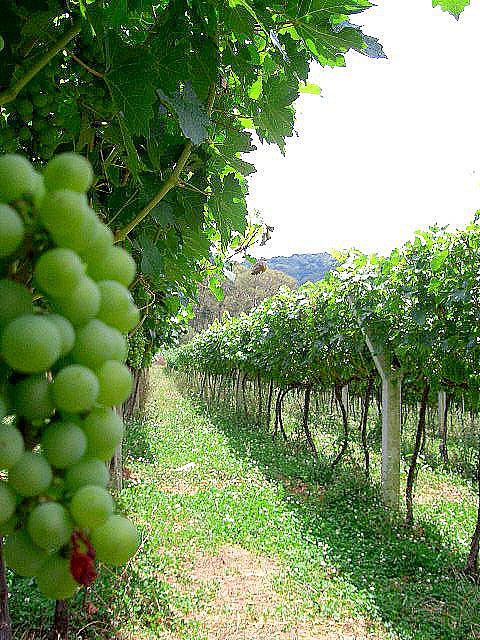
Cépage blanc du Brésil

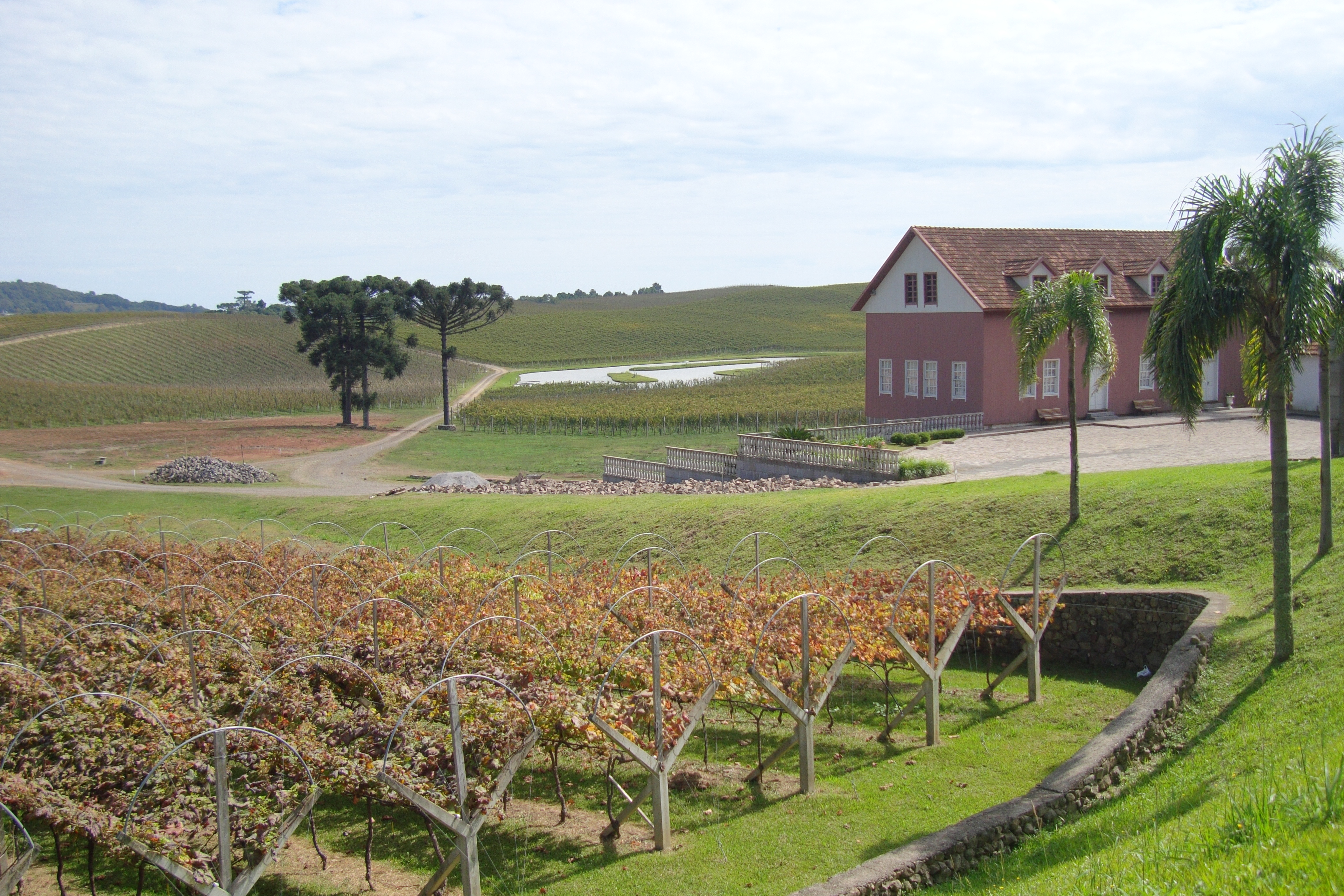
Vignoble à Flores da Cunha dans le Rio Grande do Sul

Essentiellement de tradition allemande et italienne, on y retrouve aujourd'hui les cépages riesling, gewurztraminer mais aussi tannat, cabernet-sauvignon et gamay.
Les vignobles de l'État de Santa Catarina bénéficient d'un terroir propice à l'élaboration de vins mousseux, certains vignobles de la région de Sao Joaquim produisent du vin de glace et des rosés.
L'encépagement est de près de 50 000 hectares, soit près de vingt fois moins qu'en France. La capitale viticole brésilienne est Bento Gonçalves, située à près de 400 km de l'Argentine et de l'Uruguay. Un vin (le Muskatel de la Miolo) est élaboré dans une région très proche de l'équateur, défiant ainsi les principes géographiques classiques de la viticulture.

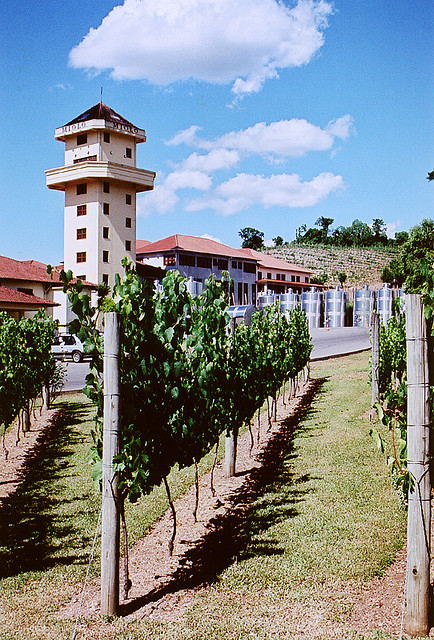
Entrée du domaine de la Miolo
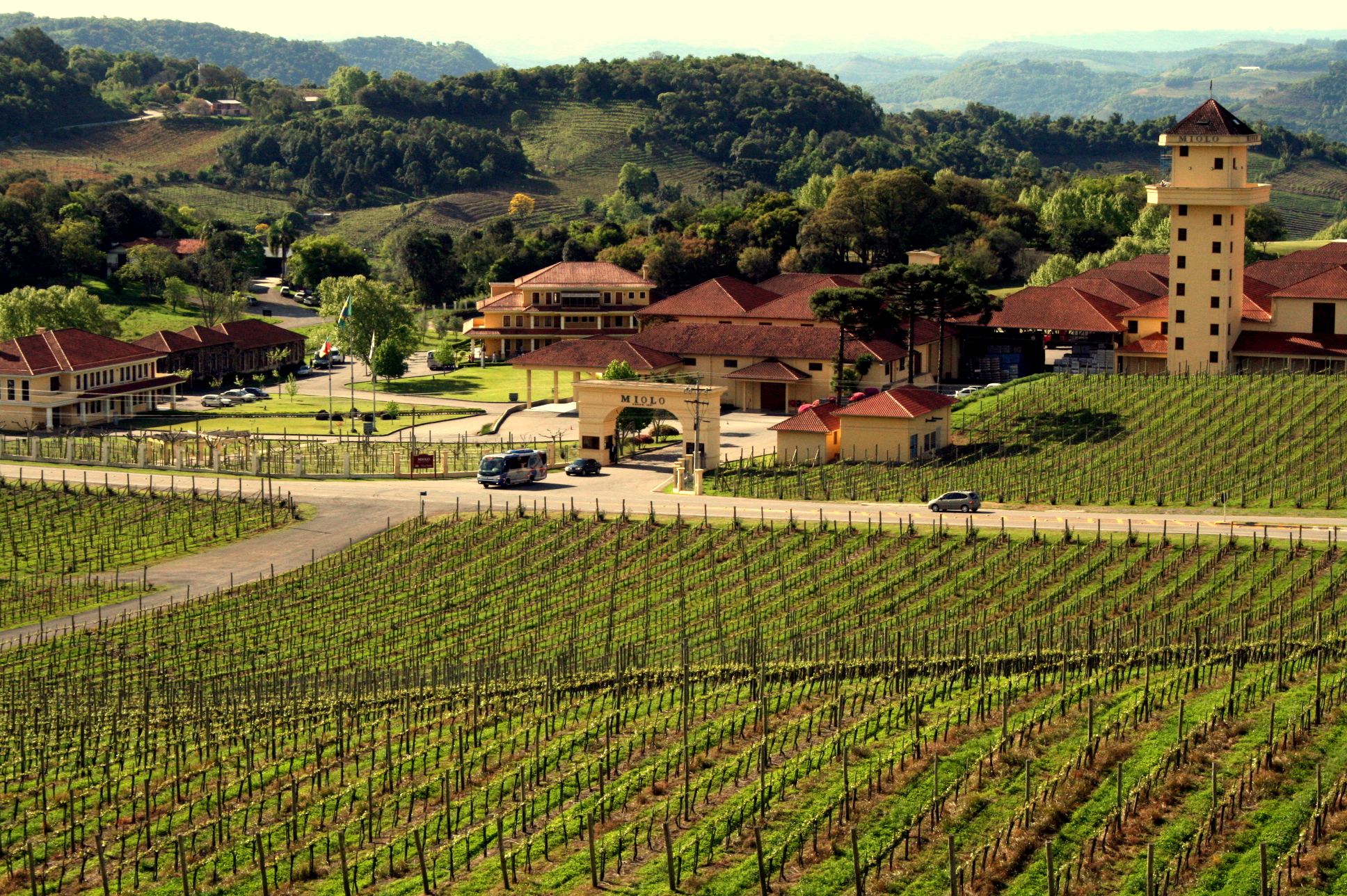
Domaine de la Miolo dans la Vale dos Vinhedos
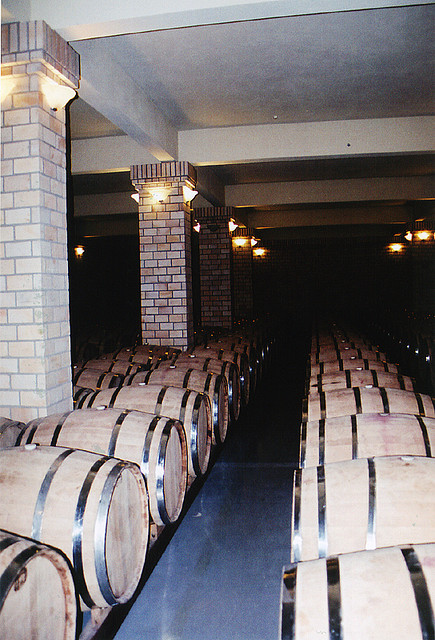
Cave du domaine de la Miolo

## Mode de conduite de la vigne

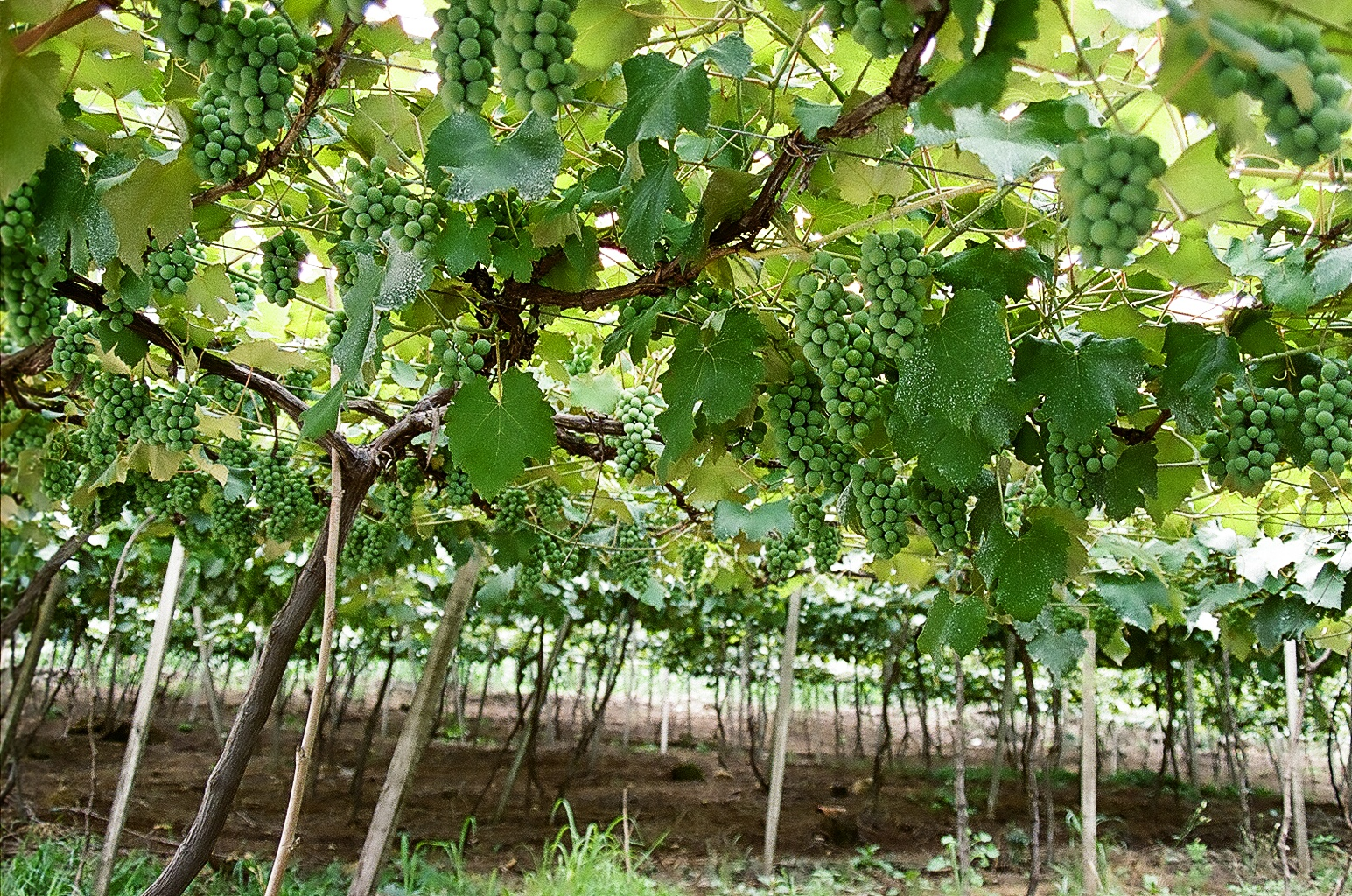
Vignoble conduit en latada

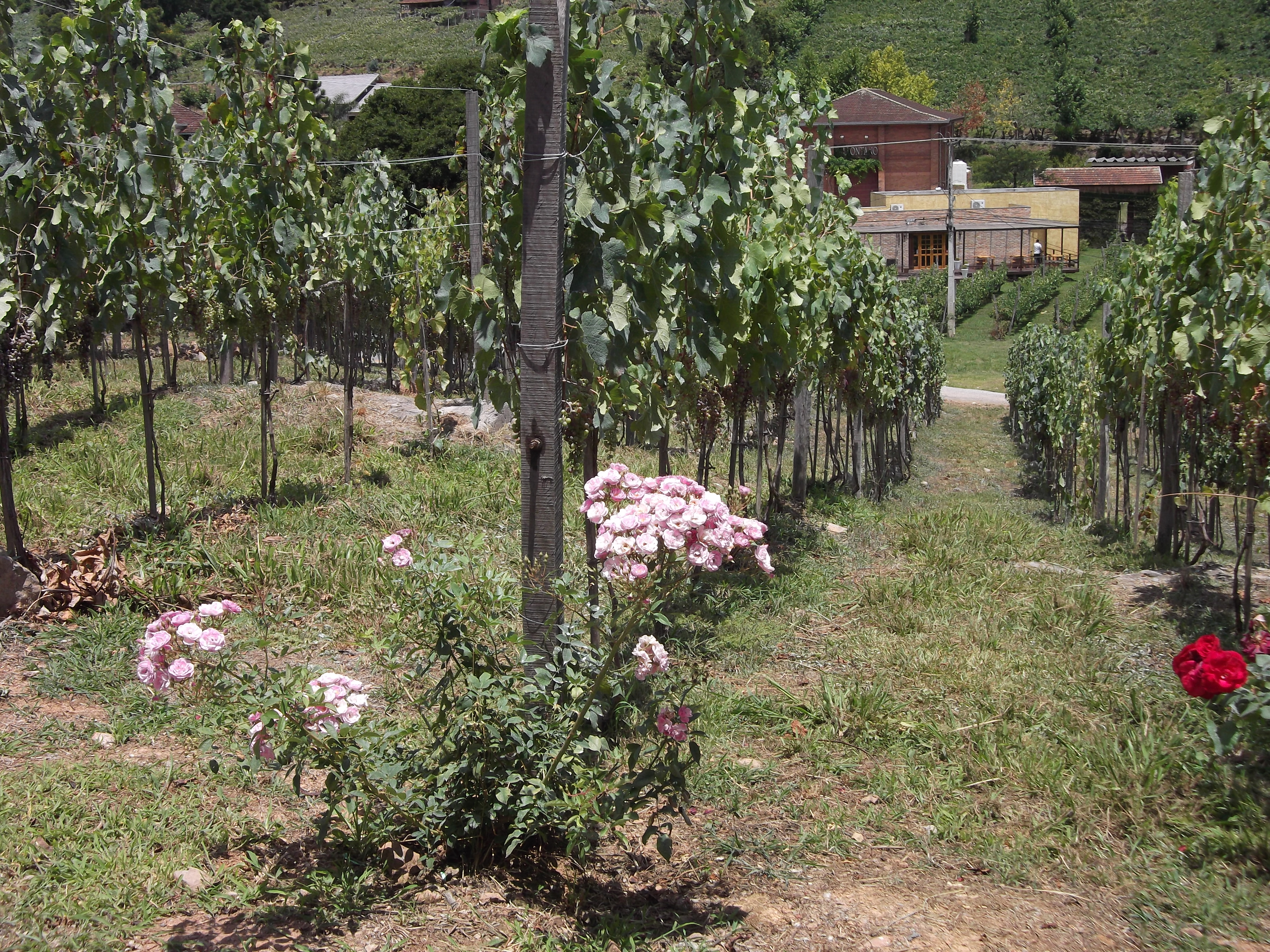
Vignoble conduit en espaldeira

Le vignoble est conduit en latada, c'est-à-dire sur treillis ou pergola. Dans ce mode de conduite, hérité du Portugal, les sarments sont placés  à l'horizontale, comme sur une tonnelle. Le rendement est élevé, et la productivité l'emporte sur la qualité. Les grappes de raisin pendent sous les feuilles et sont moins exposés au soleil. Or le raisin a besoin du soleil pour mieux mûrir, produire du sucre et développer ses arômes. Dans les régions très chaudes et ensoleillées, cet inconvénient est minime, mais dans les régions plus humides la maturation reste insuffisante. Ce problème est courant dans le sud du Brésil, une région de fortes précipitations, ce qui impose de replanter les vignobles avec conduite en espalier.
Dans ce mode de conduite, dit espaldeira au Brésil, les vignes sont plantées verticalement et en rangées parallèles. C'est ici le meilleur système pour obtenir des raisins de qualité. Les grappes conduites en espalier sont non seulement bien exposés au soleil mais n'accumulent pas ou peu d'humidité. Ce type de conduite de la vigne permet une meilleure maturation des baie/s.

## Commercialisation
La consommation est essentiellement locale et nationale, les exportations (5 % du volume) restant encore timides. 
| Pays        | Export 2011 |
| ----------- | ----------- |
| Royaume-Uni | 17          |
| Colombie    | 13,5        |
| Pays-Bas    | 9           |
| USA         | 8           |
| Allemagne   | 6,5         |
| Norvège     | 6           |
| Chine       | 6           |
| Finlande    | 5           |
| Pologne     | 4           |
| Canada      | 4           |
| Autres      | 21          |